# Leonhard Adler
Leonhard Maria Adler (geboren 4. August 1882 in Mailand, Italien; gestorben 16. Dezember 1965 ebenda) war ein österreichisch-deutscher Ingenieur, Politiker und Ordenspriester.

## Leben

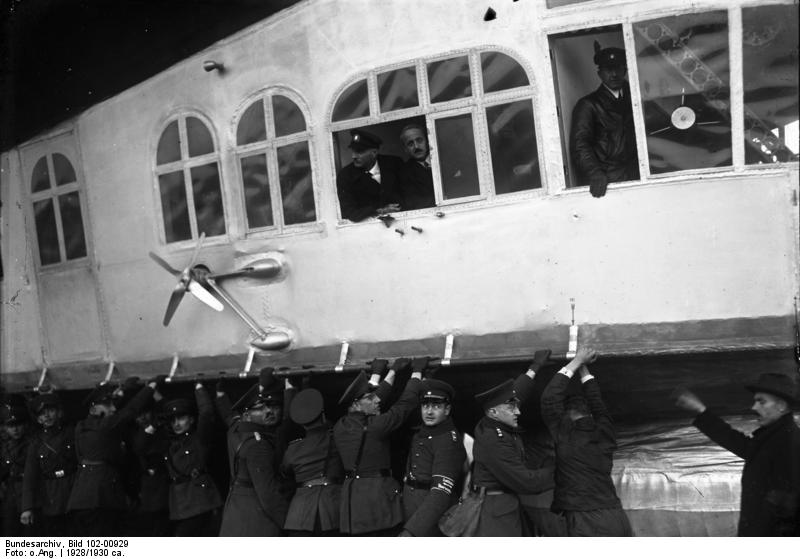
Leonhard Adler in der Führergondel des Luftschiffes LZ 127, 1928

Leonhard Adler wurde in einer jüdisch-österreichischen Großindustriellenfamilie geboren. Nach dem Tod des Vaters siedelte die Familie nach Wien über, wo Adler Maschinenbau und Elektrotechnik studierte. 1905 wurde er Assistent an der Technischen Hochschule in Brünn. Im Jahre 1906 trat er in die evangelische Kirche ein. Nach seiner Promotion zum Doktoringenieur heiratete er 1911 Adelheid Poppy und wurde 1912 Oberingenieur in der Generaldirektion der AEG in Berlin. Er konvertierte 1917 zum katholischen Glauben und ließ sich im Dezember in Berlin nach katholischem Ritus trauen.
Auf Vorschlag der Zentrumspartei wurde er 1920 parteiloser Stadtbaurat für Verkehr; Adler war als erster Katholik besoldetes Mitglied des Magistrats. Mit der Ernennung wurde er zugleich preußischer und deutscher Staatsbürger. Adler war als Visionär die treibende Kraft bei der Realisierung eines neuen Flughafens auf dem Tempelhofer Feld. Ab 1923 war er verantwortlich für den Ausbau des Flughafens Tempelhof; als erster Aufsichtsratsvorsitzender der neu gegründeten Berliner Flughafen-Gesellschaft mbH (BFG) wurde er 1924 berufen. Auch an der Gründung der Berliner Verkehrs-AG (BVG) im Jahre 1928 hatte er maßgeblichen Anteil.
Im Dezember 1932 siedelte die Familie aus politischen Gründen vorsorglich nach Oberammergau über. Adler selbst blieb zunächst in Berlin, tauchte aber nach dem Röhm-Putsch 1934 in Westfalen unter.
Nach dem Widerruf seiner Einbürgerung im Jahre 1935, der auch für seine Frau und seine drei Kinder galt, emigrierte er 1936 nach Italien, wo er als Berater bei Fiat in Turin und bei Alfa Romeo in Mailand tätig war. 1937 ging Adler nach Libyen, wo er bis zu seiner Entlassung im Jahre 1938 mit dem Auf- und Ausbau des städtischen Autobusbetriebes in Tripolis beschäftigt war.
In den folgenden Jahren versteckte er sich bei einem katholischen Pfarrer und arbeitete in der Illegalität als Vorsitzender der Katholischen Aktion. Nach dem Ende des Zweiten Weltkrieges blieb Adler im Dienste der britischen Besatzungsmacht noch bis 1947 in Libyen. Von 1948 bis zu seiner Pensionierung im Jahre 1952 war er in Mailand Stadtrat für Verkehr und Generaldirektor der Verkehrsbetriebe.
Papst Pius XII. genehmigte Leonhard Adler 1953, nachdem dessen Frau Adelheid diesem Vorhaben zugestimmt hatte, den Eintritt in den Franziskaner-Orden, obwohl Adler verheiratet war. Am 4. Oktober 1956 empfing er in der Mailänder Franziskanerkirche die Priesterweihe, seine Primiz hielt Adler mit den Arbeitern des Betriebes, dessen Generaldirektor er früher war, in einem Depot der Mailänder Straßenbahn.